# Torgeir Bergrem
Torgeir Bergrem (* 20. September 1991 in Harstad) ist ein norwegischer Snowboarder. Er startet in den Freestyledisziplinen.

## Werdegang
Bergrem nimmt seit 2007 an Wettbewerben der Ticket to Ride World Snowboard Tour teil. Dabei holte er im März 2007 mit dem zweiten Rang im Slopestyle beim Max Glory Daze in Trysil seine erste Podestplatzierung. Im November 2009 erreichte er im Slopestyle beim Horsefeathers Pleasure Jam in Schladming den zweiten Platz. Zum Beginn der Saison 2011/12 siegte er im Slopestyle bei den New Zealand Winter Games in Cardrona. Sein erstes FIS-Weltcuprennen fuhr er im Oktober 2011 in London, welches er auf dem sechsten Rang im Big Air beendete. Bei den Snowboard-Weltmeisterschaften 2012 in Oslo belegte er den 23. Platz im Slopestyle. In der Saison 2013/14 errang er bei The Mile High in Perisher Blue und beim Snowboard Jamboree und FIS-Weltcuprennen in Stoneham den dritten Rang im Slopestyle. Bei seiner ersten Olympiateilnahme 2014 in Sotschi kam er auf den 24. Platz im Slopestyle. Im März 2014 gewann er beim Grandvalira Total Fight in Grandvalira und beendete die Saison auf dem sechsten Rang in der Tour-Big Air Wertung. In der folgenden Saison belegte er bei der  Big Air-Veranstaltung Air & Style in Peking den dritten Platz und in Innsbruck den zehnten Rang. Im Januar 2016 errang er bei den 14th Red Bull Open in Peking den zweiten Platz im Slopestyle. Im folgenden Monat wurde er beim Air & Style in Innsbruck Dritter und belegte in Los Angeles den 16. Platz. Im selben Monat errang er bei den X-Games Oslo 2016 den fünften Platz im Big Air. Bei den Snowboard-Weltmeisterschaften 2016 in Yabuli kam er auf den 22. Platz im Big Air-Wettbewerb. Im März 2017 holte er bei den X-Games Norway in Hafjell die Bronzemedaille im Big Air und belegte im Slopestyle den vierten Platz. In der Saison 2017/18 errang er beim Air & Style und Weltcup in Peking und im Slopestyle bei den Banana Open im Wanlong Ski Resort und beim Spring Battle in Flachauwinkl jeweils den dritten Platz. Bei den Winter-X-Games 2018 in Aspen kam er auf den neunten Platz im Slopestyle und bei den Olympischen Winterspielen 2018 in Pyeongchang auf den achten Platz im Slopestyle und auf den siebten Rang im Big Air. Im April 2019 wurde er norwegischer Meister im Slopestyle. In den folgenden Jahren belegte er bei den Winter-X-Games 2020 den 19. Platz im Slopestyle sowie den zehnten Rang im Big Air und bei den Snowboard-Weltmeisterschaften 2021 in Aspen den 26. Platz im Big Air sowie den 15. Rang im Slopestyle.